# Hoog Geldrop
Hoog Geldrop is een kerkdorp in de gemeente Geldrop-Mierlo, in de Nederlandse provincie Noord-Brabant.  Het is onderdeel van Geldrop. Tot 1921 was dit het centrum van de voormalige gemeente Zesgehuchten.
Lange tijd bestond Hoog Geldrop uit één straat. Pas in de tweede helft van de twintigste eeuw is het achtereenvolgens uitgebreid met de wijken Beekweide,  en Genoenhuis. Tegenover de Maria- en Brigidakerk bevindt zich het gemeenschapshuis, dat vroeger de rooms-katholieke jongensschool was. Hiernaast staat het oude gemeentehuis. In de zijmuur van dit gebouw is een tegelplateau ingemetseld. Deze plaquette geeft de samenstelling van de vroegere gemeente weer (met daarin overigens een aantal fouten).

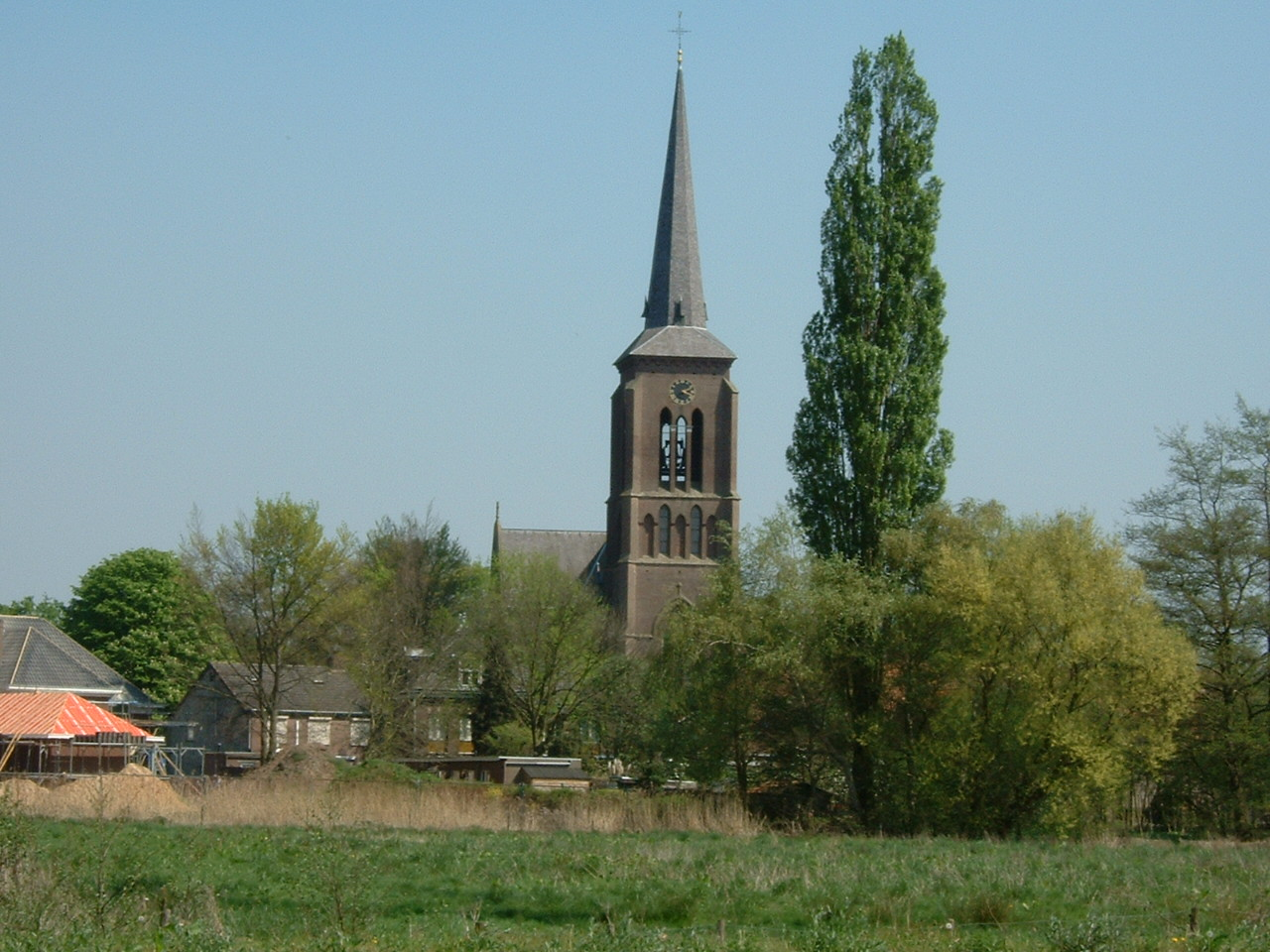
Gezicht op Hoog Geldrop

Dorpen: Geldrop · Hoog Geldrop · Mierlo 

Buurtschappen: Bekelaar · 't Broek · De Loo · Genoenhuis · Goor . Gijzenrooi · Heiderschoor · Hout · Hulst · Loeswijk · Luchen · Overakker · Trimpert · Voortje

Wijken van Geldrop: Akert · Braakhuizen-Noord · Braakhuizen-Zuid · Centrum · Coevering · Gijzenrooi · Skandia 

Noord-Brabant: Steden en dorpen      Nederland: Provincies · Gemeenten